# Arta Vela
Arta Vela nebo též Arta Velika (italsky Arta Grande) je neobydlený ostrov v Jaderském moři. Rozkládá se na území Chorvatska, leží v Šibenicko-kninské župě. Jeho rozloha je 1,28 km². Ostrov se nachází velmi blízko pevninskému pobřeží (v nejužším místě 680 metrů), naproti leží letovisko Drage.
Ostrov Arta Vela je tvořen vápencovým podmořským skalním hřbetem. Povrch je skalnatý, z větší části zalesněný. Jihovýchodní část se v minulosti hospodářsky využívala, dnes je využití ostrova minimální. Ani není využíván rekreačně, turisté jej vzhledem k absenci ubytovacího zařízení navštěvují spíše výjimečně. Kromě jedné chaty a mola východně od zátoky Sabune se na ostrově nenacházejí žádné budovy.
Kolem ostrova se nachází pět zátok: Sabune, Komšija, Šimatova uvala, Stara Pošta a Mogorušnja. Nejbližšími většími ostrovy jsou Vrgada (1,9 km jihozápadně), Murter (2,4 km jihovýchodně) a Pašman (6,8 km severozápadně). Arta Vela je též obklopena řadou malých ostrůvků, mezi které patří Vela Artica, Mala Artica, Arta Mala, Radelj, Prišnjak Mali, Gubavac Mali a Gubavac Veli.